# DDR-Rundfahrt 1975
Die 23. DDR-Rundfahrt fand vom 3. bis zum 8. August 1975 statt. Sie führte mit sieben Etappen über 899 km. Hans-Joachim Hartnick konnte wie im Vorjahr diese Rundfahrt gewinnen.

## Teilnehmer
An der 23. Rundfahrt nahmen 89 Fahrer aus fünf Ländern teil. Neben den Fahrern aus der DDR, konnte man Gäste aus Belgien, der ČSSR, den Niederlanden und der Schweiz begrüßen.
- DDR I: 76 – Karl-Dietrich Diers, 77 – Bernd Drogan, 78 – Hans-Joachim Hartnick, 79 – Rainer Salan und 80 – Michael Schiffner; Salan ersetzte den erkrankten Gerhard Lauke

## Wertungstrikots
Bei dieser Rundfahrt wurden drei Wertungstrikots vergeben: das Gelbe Trikot des Gesamtbesten, das Blaue der besten Mannschaft, sowie das Violette des aktivsten Fahrers.

## Etappen
Die Rundfahrt erstreckte sich mit sieben Etappen über 899 km.

### 1. Etappe: Rund umNeubrandenburg, 148 km
|    | Fahrer                | Mannschaft         | Zeit       |
| -- | --------------------- | ------------------ | ---------- |
| 1. | Serge Demierre        | Schweiz            | 3:16:56 h  |
| 2. | Michael Milde         | TSC Berlin         | + 0:16 min |
| 3. | Hans-Joachim Hartnick | DDR I              | + 0:26 min |
| 4. | Andreas Neuer         | DDR-Bahnmannschaft | + 0:26 min |
| 5. | Alfons van Katwijk    | Niederlande        | + 0:26 min |
| 6. | Mathias Dohmen        | Niederlande        | + 0:26 min |

### 2. Etappe:Prenzlau–Eisenhüttenstadt, 161 km
|    | Fahrer              | Mannschaft        | Zeit       |
| -- | ------------------- | ----------------- | ---------- |
| 1. | Mathias Dohmen      | Niederlande       | 3:51:00 h  |
| 2. | Alfons van Katwijk  | Niederlande       | + 0:10 min |
| 3. | Michael Milde       | TSC Berlin        | + 0:20 min |
| 4. | Siegfried Kramer    | SC Turbine Erfurt | + 0:30 min |
| 5. | Hans-Peter Wehe     | SC Cottbus        | + 0:30 min |
| 6. | Eberhard Sanftleben | SC DHfK Leipzig   | + 0:30 min |

### 3. Etappe: Eisenhüttenstadt –Forst, 158 km
|    | Fahrer                | Mannschaft         | Zeit       |
| -- | --------------------- | ------------------ | ---------- |
| 1. | Hans-Joachim Hartnick | DDR I              | 3:41:05 h  |
| 2. | Hans-Peter Wehe       | SC Cottbus         | + 0:15 min |
| 3. | Dietmar Käbisch       | SC DHfK Leipzig    | + 0:25 min |
| 4. | Michael Schiffner     | DDR I              | + 0:35 min |
| 5. | Joachim Vogel         | DDR II             | + 1:52 min |
| 6. | Reinhard Langanke     | SC Dynamo Berlin I | + 1:52 min |

### 4. Etappe:Einzelzeitfahrenin Forst, 40 km
|    | Fahrer              | Mannschaft         | Zeit       |
| -- | ------------------- | ------------------ | ---------- |
| 1. | Harald Wolf         | DDR-Bahnmannschaft | 55:48 min  |
| 2. | André Gevers        | Niederlande        | + 0:26 min |
| 3. | Andreas Neuer       | DDR-Bahnmannschaft | + 0:27 min |
| 4. | Ulrich Borrmann     | DDR-Bahnmannschaft | + 0:41 min |
| 5. | Detlef Kletzin      | DDR II             | + 1:02 min |
| 6. | Karl-Dietrich Diers | DDR I              | + 1:10 min |

### 5. Etappe: Forst –Hoyerswerda, 109 km
|    | Fahrer              | Mannschaft         | Zeit       |
| -- | ------------------- | ------------------ | ---------- |
| 1. | Rainer Salan        | DDR I              | 2:23:13 h  |
| 2. | Eberhard Sanftleben | SC DHfK Leipzig    | + 0:10 min |
| 3. | Peter Wollenmann    | Schweiz            | + 0:20 min |
| 4. | Eberhard Schimbor   | SC Dynamo Berlin I | + 0:30 min |
| 5. | Alfons De Wolf      | Belgien            | + 0:34 min |
| 6. | Vladimír Vondráček  | ČSSR               | + 3:47 min |

### 6. Etappe: Hoyerswerda –Görlitz, 138 km
|    | Fahrer              | Mannschaft          | Zeit       |
| -- | ------------------- | ------------------- | ---------- |
| 1. | Eberhard Sanftleben | SC DHfK Leipzig     | 3:49:27 h  |
| 2. | Vladimír Vondráček  | ČSSR                | + 0:10 min |
| 3. | Andreas Petermann   | DDR II              | + 0:20 min |
| 4. | Eberhard Schimbor   | SC Dynamo Berlin I  | + 0:30 min |
| 5. | Detlef Böhnisch     | SC Dynamo Berlin II | + 0:30 min |
| 6. | Michael Schiffner   | DDR I               | + 0:30 min |

### 7. Etappe: Rund um dieLandeskrone, 145 km
|    | Fahrer                | Mannschaft | Zeit       |
| -- | --------------------- | ---------- | ---------- |
| 1. | Vlastimil Moravec     | ČSSR       | 3:51:40 h  |
| 2. | Miloš Hrazdíra        | ČSSR       | + 0:10 min |
| 3. | Petr Matoušek         | ČSSR       | + 0:20 min |
| 4. | Wim Schroyens         | Belgien    | + 3:16 min |
| 5. | Hans-Joachim Hartnick | DDR I      | + 3:16 min |
| 6. | Joachim Müller        | TSC Berlin | + 3:26 min |

## Gesamtwertungen

### Gelbes Trikot (Einzelwertung)
|     | Fahrer                | Mannschaft         | Zeit       |
| --- | --------------------- | ------------------ | ---------- |
| 01. | Hans-Joachim Hartnick | DDR I              | 22:12:04 h |
| 02. | Michael Schiffner     | DDR I              | + 4:34 min |
| 03. | Dietmar Käbisch       | SC DHfK Leipzig    | + 4:57 min |
| 04. | Harald Wolf           | DDR-Bahnmannschaft | + 6:21 min |
| 05. | Andreas Neuer         | DDR-Bahnmannschaft | + 6:29 min |
| 06. | Michael Milde         | TSC Berlin         | + 8:35 min |
| 07. | Joachim Vogel         | DDR II             | + 9:09 min |
| 08. | Mathias Dohmen        | Niederlande        | + 9:28 min |
| 09. | Detlef Kletzin        | DDR II             | + 9:28 min |
| 10. | Reinhard Langanke     | SC Dynamo Berlin I | + 9:28 min |

### Blaues Trikot (Mannschaft)
|    | Mannschaft         | Zeit        |
| -- | ------------------ | ----------- |
| 1. | DDR I              | 66:40:32 h  |
| 2. | DDR-Bahnmannschaft | + 15:49 min |
| 3. | DDR II             | + 21:34 min |
| 4. | SC Dynamo Berlin I | + 27:02 min |
| 5. | ČSSR               | + 43:40 min |
| 6. | Niederlande        | + 44:14 min |

### Violettes Trikot (Aktivster Fahrer)
|    | Fahrer              | Mannschaft         | Punkte |
| -- | ------------------- | ------------------ | ------ |
| 1. | Eberhard Sanftleben | SC DHfK Leipzig    | 22     |
| 2. | Eberhard Schimbor   | SC Dynamo Berlin I | 17     |
| 3. | Michael Schiffner   | DDR I              | 15     |

## Anmerkung
1. ↑  Bei allen Zeitangaben sind die Etappenzeitgutschriften bereits mit eingerechnet.